# Comunità montana Castelli Romani e Prenestini
La comunità montana dei Castelli Romani e Prenestini è una comunità montana del Lazio.
Si sviluppa principalmente ricalcando il territorio dei Castelli Romani, con alcune esclusioni, come ad esempio Genzano di Roma e Velletri, ed includendo i territori prenestini come appunto Cave e Genazzano.

## I comuni
La comunità montana è costituita dai seguenti comuni:
| Stemma | Città               | Popolazione (ab) | Superficie (km2) |
| ------ | ------------------- | ---------------- | ---------------- |
|        | Cave                | 10.995           | 17               |
|        | Colonna             | 3.329            | 3                |
|        | Frascati            | 21.285           | 22               |
|        | Gallicano nel Lazio | 4.569            | 26               |
|        | Genazzano           | 6.036            | 32               |
|        | Grottaferrata       | 21.039           | 18               |
|        | Monte Compatri      | 12.000           | 24               |
|        | Monte Porzio Catone | 8.633            | 9                |
|        | Palestrina          | 21.602           | 46               |
|        | Rocca Priora        | 12.307           | 28               |
|        | Rocca di Papa       | 14.760           | 40               |
|        | San Cesareo         | 14.594           | 22               |
|        | Zagarolo            | 17.803           | 28               |